# Манастир (дем Козлукебир)
Вижте пояснителната страница за други значения на Манастир.
Манастир (на гръцки: Μοναστήρι, Монастири, катаревуса Μοναστήριον, Монастирион) е село в Гърция, разположено на територията на дем Козлукебир (Ариана), област Източна Македония и Тракия.

## География
Селото е разположено западно от пътя Балдъран (Неа Санда) – Мерикоз (Кехрос), по южния склон на Голо било (800 m).

## История
Манастир е старо българско село. Отбелязано е в османски документ за събиране на данък джизие, събиран от немюсюлмани, от 1614 г. с 35 домакинства.
Според „Етнография на вилаетите Адрианопол, Монастир и Салоника“, издадена в Константинопол в 1878 година и отразяваща статистиката на населението от 1873 година, Манастир (Manastir) има 220 домакинства и 1085 българи.
| Църковно-училищни и революционни дейци | Църковно-училищни и революционни дейци |
| Име                                    | Бележка                                |
| -------------------------------------- | -------------------------------------- |
| 1. Христо Макрелов                     | свещеник, от Чокманово                 |
| 2. Вълко Лапардоза                     |                                        |
| 3. Стамо Михалев                       |                                        |
| 4. Пею Тончев                          |                                        |
| 5. Вълчо Пехливано                     |                                        |
| 6. Димитър Стоянов Киречиев            |                                        |
| 7. Коста Манолев                       |                                        |
| 8. Киро Хаджиев                        |                                        |
| 9. Стою Андреев                        |                                        |
| 10. Иван Черкезов                      |                                        |
| 11. Васил Карастамов                   | учител                                 |
| 12. Стою Карабаджака                   |                                        |
| 13. Вълчо Куличев                      |                                        |
| 14. Иван Палазът                       |                                        |
| 15. Вълко Палазов                      |                                        |
| 16. Киро Димчев                        |                                        |
| 17. Киро Пулев                         |                                        |
| 18. Илко Димитров                      |                                        |

При избухването на Балканската война в 1912 година 6 души от Манастир са доброволци в Македоно-одринското опълчение.
| Македоно-Одринско Опълчение (1912 – 1913) Личен Състав. Манастир.                                                            |
| --- |
| Арабаджиев, Неделчо Николов 23-годишен, готвач; IV отделение; 1-ва рота на 2-ра Скопска дружина; 1.X.1912 г. – неизвестно    |
| Василев, Никола воловар; нестроева рота на 8-а Костурска дружина; 15.X.1912 г. – 10.VIII.1913 г.                             |
| Вълчев, Георги 24-годишен, земеделец (овчар); III отделение; Сярска чета                                                     |
| Николов, Петър 40-годишен, овчар; III отделение; четата на П. Карамфилов                                                     |
| Русев, Иван 20-годишен, 2-ра рота на 11-а Сярска дружина; неизвестно – 10.VIII.1913 г.                                       |
| Сгурев, Тодор 28-годишен, зидар; 1-ва рота на 10-а Прилепска дружина; 16.X.1912 г. – 11.VIII.1913 г.; ранен на 17.VI.1913 г. |

До 1913 година село Манастир е едно от най-големите български християнски села в Гюмюрджинско, наред със съседното село Сачанли, като е имало 300 семейства. Според местни жители през 1913 г. в Манастир живеели 450 семейства или общо 1800 жители. По данни от събирания данък беглик селото отглеждало 70000 овце и кози и до 2000 глави едър добитък, до 1500 коне и мулета. След разорението му от турския башибозук и помаци от съседните села през 1913 г. то е обезлюдено. По-късно малко манастирци се заселват там – 83 сем. или 367 души, но в началото на 20-те години на ХХ в. са окончателно прогонени от гръцките власти.
След орожаряване на селото на 5.IX.1913 г., манастирци се разделят на две основни групи. Едната заедно със съчанлийци поема пътя към България да пресекат (кървавата по-късно) река Арда, другата слиза долу в равнината. Една малка група обаче остава да се крие из горите на селото. Те са вярвали че българската армия е напът да ги защити. Те биват открити, мъжете се спасяват а над 40 жени, девойки и деца са отвлечени най-вероятно от помаци следвайки примера на братята си по религия. За разлика от турците обаче, помаците не се сещат че те живеят много близко до родните места на жертвите си и такава огромна плячка не може просто да бъде скрита. В Гюмюрджина (Комотини) властите започват да търсят изчезналата група. От страх да бъдат заловени, помаците след като влачат жертвите си дни наред насевер из планината, ги убиват всички в едно дере близо до село Аврен (днес в България) Там има издигнат паметник в тяхна памет а имената им могат да се прочетат тук.
След междусъюзническата война, бежанските комисии, които имат за цел да разселват бежанците в Тракия настаняват хората от с. Манастир в следните околни села:
1. В Хаджимустафакьой – 30 семейства със 130 члена
2. В Черибашкьой – 61 семейства с 238 члена
3. В Ирджан – 56 семейства с 235 члена
4. В Манастир – 54 семейства с 265 члена
5. В Ясъюк – 68 семейства с 208 члена
6. В Кючуккьой – 8 семейства с 47 члена

След загубата на Гърция във войната с Турция гръцки бежанци от Мала Азия биват настанени по българските села в Западна Тракия, а българското население там заточено по гръцките острови. След намесата на Франция и с подписването на договора Моллов-Кафандарис огромен брой български бежанци са прокудени в България вкл. тези манастирци слезли в равнината. Така завършва през 20-те години най-голямото обезбългаряване на Беломорска Тракия.
В селото се заселват българи мюсюлмани от село Чука (Чуките), разположено южно от голямото село Мерикос, които пасли добитъка си в тоя район. В периода 1941 – 1944 година, когато Западна Тракия е отново в пределите на България, някои манастирци, бежанци в България, отново се връщат в родното село, но за кратко. Днес селото е западнало. Къщичките са малки и порутени. Старото българско гробище на Голо било е заличено. На мястото на някогашната черква в центъра на селото сега има голяма частна сграда и само голямата чешма със студена вода, както и вековното широколистно дърво до нея са оцелели. Втората черква е била в южния край на източната махала. Днес и от двете черкви няма останки, тъй като камъните им са използвани от заселилите се българи мохамедани за градеж на къщи.

## Личности
Родени в Манастир
- Атанас Н. Кулджиев, деец на ВМОРО, четник на Тане Николов, заловен от османските власти, осъден на 10 години и след 3 години умрял в Одринския затвор; на 19 април 1943 година вдовицата му Кера Атанасова Кулджиева, живееща в Созопол, подава молба за българска народна пенсия,[16] която е одобрена и пенсията е отпусната от Министерския съвет на Царство България[17]
- Димитър Стоянов Киретчиев, български просветен деец и революционер, учител в Чобанкьой[18]
- Илко Димитров (1899 - 1988), български революционер и етнограф
- Кел Петко Янакиев (Петко Келя), революционер и съратник на войводата Тане Николов, взривил заедно с Тане Николов и Митрю Карабелята моста на железопътната линия Дедеагач-Солун от 28 срещу 29 юни 1904 година[19]
- Стамен Стоянов (1908 - 1984), български военен